# Imbrasos (Samos)
Imbrasos (altgriechisch Ἴμβρασος Ímbrasos, neugriechisch Ίμβρασος Ímvrasos) ist ein Fluss auf der griechischen Insel Samos. Das Quellgebiet des Imvrasos liegt im Ambelos-Gebirge beim Dorf Pyrgos, er verläuft südöstlich an Myli vorbei und mündet im Süden der Insel bei Ireo ins Meer. In der Antike führte er den Beinamen Parthenios, weil an seinem Ufer angeblich die Göttin Hera unter einem Keuschlammbusch geboren worden sei und ihre Jungfrauenjahre verbracht habe. Bei diesem Fluss stand auch das Heraion, das antike Hauptheiligtum der Insel.
Der Flussgott Imbrasos wurde auf antiken samischen Münzen öfters abgebildet, zuweilen einen Pfau haltend. Seine Frau war der Mythologie zufolge die Nymphe Chesias. Okyrrhoe, die Tochter des Paares, war eine Geliebte des Apollon.